# Nakhon Pathom (província)
Nakhon Pathom é uma província da Tailândia. Sua capital é a cidade de Nakhon Pathom.

## Distritos
A província está subdividida em 7 distritos (amphoes). Os distritos estão por sua vez divididos em 105 comunas (tambons) e estas em 919 povoados (moobans).

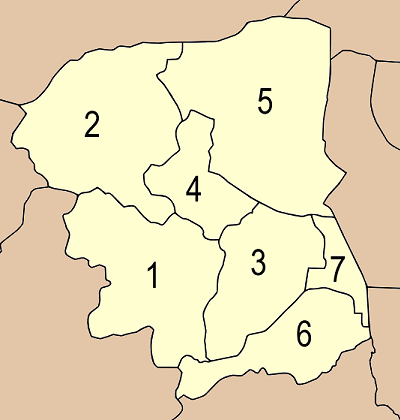
Distritos da província

| 1. Nakhon Pathom 2. Kamphaeng Saen 3. Nakhon Chai Si 4. Don Tum | 1. Bang Len 2. Sam Phran 3. Phutthamonthon |